# Boissay
Boissay é uma comuna francesa na região administrativa da Normandia, no departamento de Sena Marítimo. Estende-se por uma área de 6,69 km². Em 2010 a comuna tinha 412 habitantes (densidade: 61,6 hab./km²).